# فلکس الکساندر
فلکس الکساندر (انگلیسی: Flex Alexander؛ زادهٔ ۱۵ آوریل ۱۹۷۰) یک هنرپیشه اهل ایالات متحده آمریکا است.